# خطاب إلى الشيطان
خطاب إلى الشيطان (بالإنجليزية: Address to the Deil)‏ هي قصيدة من نظم الشاعر الإسكتلندي روبرت بيرنز. نُظِمَت في موسجيل عام 1785 ونُشرت في مجلد كيلمارنوك عام 1786. كُتبت القصيدة بأسلوبٍ فكاهيّ ساخر يصف به الشيطان ومنبر الكنيسة المشيخية.

## قراءة معمقة
- Robert Burns Robert Burns Penguin Classics 1994 (ردمك 0-14-042382-6)
- David Punter, A Companion to the Gothic Blackwell Publishing 2001 (ردمك 0-631-23199-4) page 73
- Robert Burns, The Works of Robert Burns Wordsworth Editions 1998 (ردمك 1-85326-415-6) especially page 571
- Jerome J McGann, Byron and Romanticism Cambridge University Press 2002 (ردمك 0-521-00722-4) page 269

## وصلات خارجية
- The Cambridge History of English and American Literature in 18 Volumes Volume XI Chapter X on Burns
- The Burns Encyclopedia article on Address to the Deil